# Hylaeus arsenicus
Hylaeus arsenicus là một loài Hymenoptera trong họ Colletidae. Loài này được Vachal mô tả khoa học năm 1901.